# TV Poper
TV Poper je bila slovenska satirična oddaja TV Koper/Capodistria v obdobju 2000 in 2001. V njej so med drugimi sodelovali tudi Boris Kobal, Sergej Verč, Gojmir Lešnjak-Gojc, Igor Malalan, Boris Devetak, Franko Korošec in Nataša Tič Ralijan.